# Cormack (plaats)
Cormack is een gemeente (town) in de Canadese provincie Newfoundland en Labrador. De gemeente ligt in het binnenland van westelijk Newfoundland. 

## Geografie
Cormack ligt in de vallei van de bovenloop van de rivier Humber, een van de weinige gebieden op het eiland met enigszins vruchtbare landbouwgrond. De plaats ligt 10 km ten noorden van het dorp Deer Lake, dat voor de regio een centrumfunctie uitoefent. Tussen beide plaatsen in bevindt zich nog de kleinere gemeente Reidville.
Cormack ligt uitgestrekt langsheen Route 422 en bestaat grotendeels uit verspreide huizen en boerderijen zonder echte kern. Ten noordoosten van het grondgebied ligt het afgelegen Provinciaal Park Sir Richard Squires Memorial.

## Geschiedenis

### Ontstaan van het dorp (1944–1948)
In 1944, naar het einde toe van de Tweede Wereldoorlog, besloot de overheid van het Dominion Newfoundland om het tot dan toe onbewoonde gebied te transformeren. Het doel was om het zekere potentieel aan landbouwgrond open te stellen aan terugkerende oorlogsveteranen die landbouwervaring hadden of bereid waren die op te doen. Van de 217 mannen die een vestigingsverzoek indienden, kregen er 167 een goedkeuring. Elf onder hen hadden reeds de vereiste ervaring, de anderen moesten eerst elders de stiel aangeleerd krijgen. Deze mannen en hun gezinnen kregen ieder 50 ha land toebedeeld.
De bouw van het dorp begon in 1945 en in de maand mei van 1946 arriveerden de eerste kolonisten, die in de beginperiode per zes mannen in blokhutten moesten wonen. De meesten arriveerden echter pas in de lente van 1947, toen er meer en meer sprake begon te zijn van een echt dorp. In 1948 kreeg het dorp de naam "Cormack" ter ere van de Schots-Canadese ontdekkingsreiziger William Cormack.

### Latere geschiedenis (1949–heden)
Het harde klimaat, de grote nood voor meststoffen, de afgelegen ligging en de mede daardoor vrijwel onbestaande afzetmarkt voor eventuele oogstoverschotten maakten het leven echter moeilijk. In 1949 werd Newfoundland daarenboven een deel van Canada, waardoor de importheffingen wegvielen en de matig rendabele landbouw op het eiland het veel moeilijker kreeg. Van de 92 boerderijen die uiteindelijk gebouwd werden stonden er in 1950 reeds vijftien leeg. Twaalf andere gezinshoofden waren aan de slag gegaan in andere sectoren. Heel wat ongebruikte stukken land werden daarop verkocht, waardoor de eerste niet-veteranen hun intrede maakten.
In 1964 werd de plaats officieel een gemeente met de status van local government community (LGC). Het als puur landbouwdorp ontstane plaatsje begon zich meer op andere sectoren te richten; zo waren er in 1971 drie houtzagerijen. De landbouw blijft in Cormack tot op heden belangrijk, vooral dan het houden van melkvee. Dit omdat er op het eiland vraag is naar verse melkproducten, terwijl bijvoorbeeld graangewassen makkelijker van elders kunnen geïmporteerd worden. De plaats gaat er de laatste decennia demografisch gezien echter jaar na jaar op achteruit (zie kopje "demografie").
In 1980 werden LGC's op basis van de Municipalities Act als bestuursvorm afgeschaft. Cormack werd daarop automatisch een community om een aantal jaren later uiteindelijk een town te worden.

## Demografie
Demografisch gezien is Cormack, net zoals de meeste afgelegen plaatsen op Newfoundland, aan het krimpen. Tussen 1991 en 2021 daalde de bevolkingsomvang er van 788 naar 492. Dat komt neer op een daling van 296 inwoners (-38%) in dertig jaar tijd.
| Demografische ontwikkeling van Cormack tussen 1951 en 2021 |
| ---------------------------------------------------------- |
|                                                            |
| Bron: 1951–1986, 1991–1996, 2001–2006, 2011–2016, 2021     |